# Operclipygus intermissus
Operclipygus intermissus  (лат.) — вид мелких жуков-карапузиков из семейства Histeridae (Histerinae, Exosternini). Южная Америка: Парагвай (Itapúa, Yataí, San Rafael Reserve). Длина 1,62—1,65 мм, ширина 1,25—1,28 мм. Цвет красновато-коричневый. Вид был впервые описан в 2013 году энтомологами Майклом Катерино (Michael S. Caterino) и Алексеем Тищечкиным (Santa Barbara Museum of Natural History, Санта-Барбара, США). Вид O. intermissus отнесён к группе видов Operclipygus dubius, близок к виду Operclipygus variabilis, отличаясь строением пронотальных и простернальных бороздок.